# Xenylla pallescens
Xenylla pallescens är en urinsektsart som först beskrevs av Scott 1960.  Xenylla pallescens ingår i släktet Xenylla och familjen Hypogastruridae. Inga underarter finns listade i Catalogue of Life.